# Kalahári Szurikáta Projekt
A Kalahári Szurikáta Projekt vagy KMP, ami egy hosszú távú kutatás, amelyben a  szurikáták  evolúcióját,  ökológiáját és csoportos viselkedésüket. Másodlagos célja, annak megállapítása, hogy milyen tényezők befolyásolják a szaporodás sikerét az állatok között, és milyen viselkedésbeli, ill. élettani mechanizmusok szabályozzák a szaporodást és a csoporton belüli viselkedést.
A projekt  dél-afrikai Észak-Fokföld területén helyezkedik el.

## Történet
A szervezetet a kilencvenes évek elején a Cambridge-i Egyetem kutatói alapították. Eredetileg a „Kgalagadi Transfrontier Park” volt a kutatási terület, de 1993-ban átköltöztették azt.

## Személyzet
A projektnek általában 10-15 önkéntese van. Őket Helene Brettschneider és James Samson ellenőrzik. Általában egy dél-afrikai szakember is van velük, pár gyakornok  Európából vagy Dél-Afrikából, és még több független kutató akik maguk végzik saját kutatásaikat. Ritkán van olyan, hogy kevesebb, mint 10 ember dolgozik a projekt területén bármely időszakban.
Ez a terület az alaphelyszíne a Szurikáták udvarháza sorozatnak és annak előzményfilmének, a Szurikáták udvarháza – Ahogy kezdődött filmnek melyet a kutatók feljegyzései alapján készítettek.

## Külső hivatkozások
- A "Friends of the Kalahari Meerkat Project" weboldala

- A "Kalahari Meerkat Project" weboldala